# پائول مک‌نمی
 پائول مک‌نمی (انگلیسی: Paul McNamee؛ زاده ۱۲ نوامبر ۱۹۵۴) یک تنیس‌باز اهل استرالیا است.